# Frumious Bandersnatch
I Frumious Bandersnatch sono stati un gruppo di rock psichedelico statunitense originario della città di Berkeley in California.

## Storia
Il loro curioso nome è preso da un personaggio menzionato nella famosa poesia nonsense Jabberwocky di Lewis Carroll).
Nel 1967 il gruppo debutta sulla scena di San Francisco con un EP di 3 brani (tra cui Heart To Cry) pubblicato dalla Muggles Gramophone,, il loro è un suono caratteristico che vede la partecipazione di tre chitarristi elettrici.
Il loro unico album, A Young Man' Song (Big Beat, 1968) composto da brani registrati in vari periodi ispirati dal chitarrismo psichedelico dei Quicksilver Messenger Service.
Il gruppo si scioglie nel 1969, i componenti tranne Jimmy Warner entreranno nella Steve Miller Band, nel 1973 Ross Valory se ne staccherà per formare i Journey con Neal Schon (con i Santana) e George Tickner (che aveva fatto parte dei Frumious).

## Formazione
- David Denny - voce
- Jimmy Warner - chitarra
- George Tickner - chitarra
- Ross Valory - basso
- Jack King - batteria

## Discografia
- 1967 - Frumious Bandersnatch EP (riedito nella compilation Berkeley EP's del 1995)[4]
- 1968 - A Young Man's Song (Big Beat)
- 2002 - Golden Songs of Libra (Raccolta con inediti)[5]